# 55 허드슨 야드

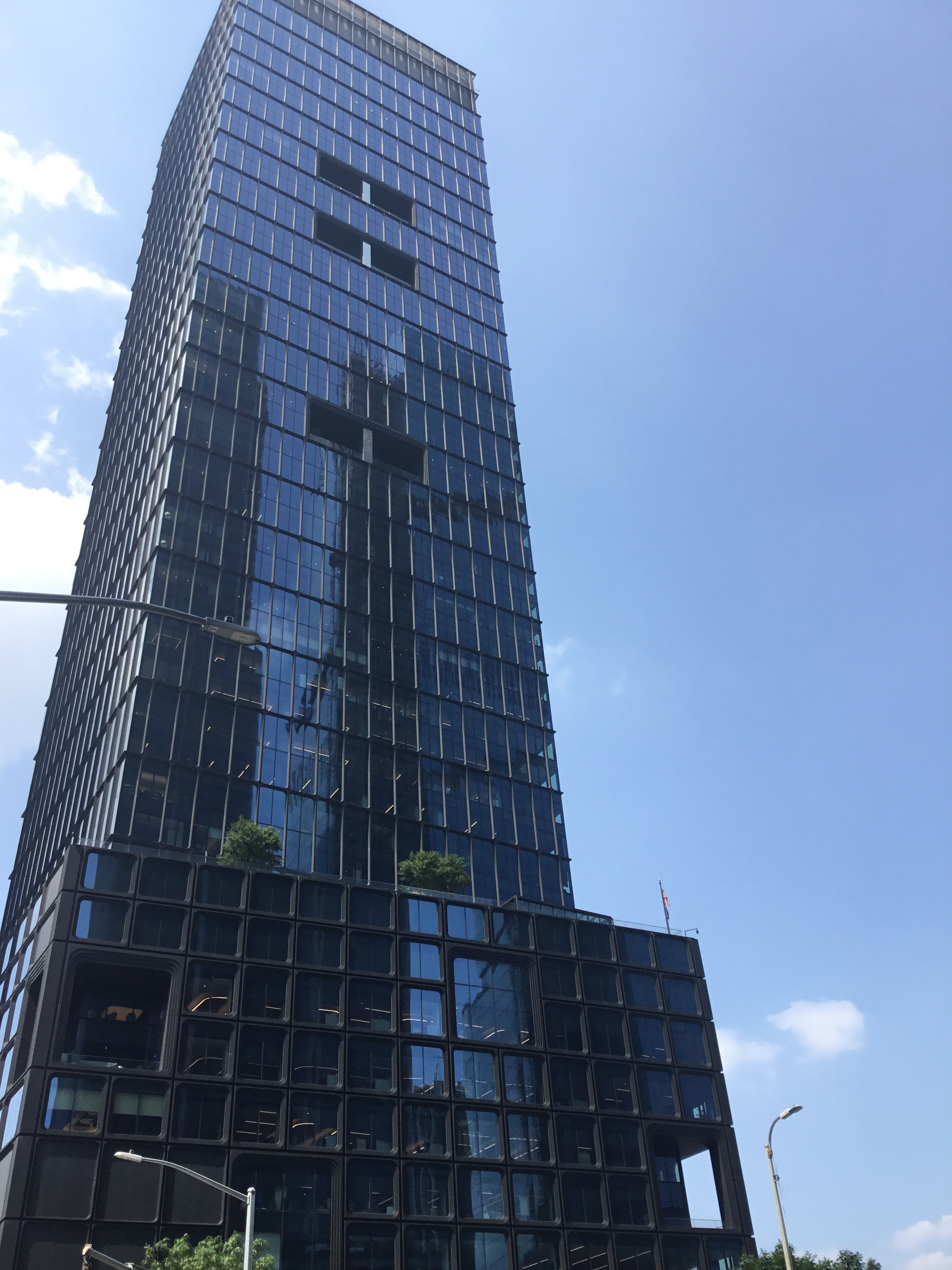
55 허드슨 야드

55 허드슨 야드(55 Hudson Yards, 원 명칭: One Hudson Yards 또는 One Hudson Boulevard)는 뉴욕 맨해튼 허드슨 야드 재개발 프로젝트 바로 외곽에 있는 초고층 건물이다. 이 건물과 50 허드슨 야드는 두 건물이 재개발 부지 자체 외부에 위치하더라도 허드슨 야드 프로젝트에 총 370,000m2의 공간을 추가할 것이다.
이전에 이 지역은 현재는 취소된 세계상품센터의 계획 부지였다. 55 허드슨 야드와 아직 건설되지 않은 세계 제품 센터는 모두 2001년부터 2007년 1월 20일 사이에 있던 코파카바나 부지에 위치할 예정이었다. 허드슨 파크 앤 블러바드의 34번가 지하철 입구 바로 위에 위치했다. 55 허드슨 야드는 이전에 페덱스 월드 서비스 센터 건물이 있던 곳이기도 하다. 55 허드슨 야드는 2019년 초에 완공되었으며, 4월까지 첫 번째 임차인이 건물을 점유했다.

## 같이 보기
- 뉴욕의 마천루 목록